# Selección femenina de baloncesto 3×3 de Francia
La selección femenina de baloncesto 3x3 de Francia es el combinado que representa a los Francia en las competiciones internacionales de la modalidad de baloncesto 3×3 femenino.
En el 2022 obtuvo la copa al vencer a la selección canadiense en la final de mundial.

## Resultado

### Juegos Olímpicos
| Juegos Olímpicos | Juegos Olímpicos | Juegos Olímpicos | Juegos Olímpicos | Juegos Olímpicos | Juegos Olímpicos |
| Año              | Posición         | J                | G                | P                |                  |
| ---------------- | ---------------- | ---------------- | ---------------- | ---------------- | ---------------- |
| Tokio 2020       | 4.º              | 10               | 5                | 5                |                  |
| París 2024       | 8.º              | 7                | 2                | 5                |                  |
|                  | 2/2              | 17               | 7                | 10               |                  |

### Copa del Mundo
- Atenas 2012: 2°
- Moscú 2014: 5°
- Guangzhou 2016: 5°
- Nantes 2017: 10°
- Bocaue 2018: 3°
- Ámsterdam 2019: 3°
- Amberes 2022: 1°
- Viena 2023: 2°

## Medallero histórico
| Competición      | Oro | Plata | Bronce | Total |
| ---------------- | --- | ----- | ------ | ----- |
| Copa Mundial     | 1   | 1     | 2      | 4     |
| Copa Europa      | 3   | 1     | 1      | 5     |
| Juegos Olímpicos | 0   | 0     | 0      | 0     |
| Total            | 4   | 2     | 3      | 9     |

## Jugadoras
- Equipo olímpico de París 2024: Myriam Djekoundade, Laëtitia Guapo, Hortense Limouzin y Marie-Ève Paget.[3]